# Bryant Mbamalu
Ikenna Bryant Mbamalu (nacido el 11 de diciembre de 1991 en Houston, Texas) es un jugador de baloncesto estadounidense de ascendencia nigeriana que actualmente pertenece a la plantilla de Atlético Puerto Varas de la Liga Nacional de Básquetbol de Chile, la máxima categoría de básquetbol profesional en Chile. Con 1,91 metros de altura juega en la posición de Escolta.

## Escuela secundaria
Se formó en el Dulles High School, situado en Sugar Land, Texas, siendo entrenado por Mike Carrabine. En su año senior promedió 17,3 puntos (60 % en tiros de campo) y 5,2 rebotes, ayudando al equipo a acabar con un récord de 30-6 (considerados el 13º mejor equipo del estado) y llegando a la 3ª ronda de los play-offs estatales. Además esa misma temporada fue el 2º máximo anotador del distrito y elegido en el mejor quinteto del distrito y en el mejor quinteto de la región.

## Universidad
Tras graduarse en 2010, se unió a la Universidad de Louisiana-Lafayette, situada en Lafayette, Luisiana, donde cumplió su periplo universitario de cuatro años (2010-2014).

### Louisiana-Lafayette

#### Freshman
En su primer año, su año freshman (2010-2011), jugó 29 partidos (18 como titular) con los Ragin' Cajuns, promediando 5,5 puntos (77,8 % en tiros libres; 42-54) y 3,2 rebotes en 19,6 min. Los Ragin' Cajuns fueron co-campeones de la división oeste de la Sun Belt Conference.
Metió 10 o más puntos en 6 de los 10 partidos que fueron desde el 21 de diciembre de 2010 contra los New Mexico State Aggies hasta el 27 de enero de 2011 contra los North Texas Mean Green (en la victoria en este partido de los Ragin' Cajuns, marcó 6 tiros libres; máxima de la temporada). Su primer partido como titular en los Ragin' Cajuns fue el 1 de diciembre de 2010 contra los McNeese State Cowboys. Jugó 20 o más min en los 12 partidos que fueron desde el 15 de diciembre de 2010 contra los UCF Knights hasta el 27 de enero de 2011 contra los North Texas Mean Green.
El 20 de noviembre de 2010, anotó 16 puntos (máximo anotador del equipo) en 30 min contra los New Mexico State Aggies (12 de esos 16 puntos en la 2ª parte, metiendo dos tiros libres cruciales para empatar el marcador a 73). El 19 de enero de 2011 contra los Centenary Gentlemen, marcó 20 puntos (máxima de la temporada) saliendo desde el banquillo.

#### Sophomore
En su segundo año, su año sophomore (2011-2012), jugó 32 partidos (25 como titular) con los Ragin' Cajuns, promediando 7,2 puntos (38,8 % en triples; 19-49), 3,3 rebotes y 1 asistencia en 23,8 min. Tuvo el 2º mejor % de triples del equipo y fue el 3º en robos (25) y el 5º en min jugados.
Hizo un 13-17 en triples (76,5 %) en 6 de los últimos partidos de la temporada, empezando con un 3-4 contra los North Texas Mean Green, el 25 de enero de 2012, y terminando con un 3-3 contra los Arkansas State Red Wolves, el 11 de febrero de 2012. Empezó la temporada como titular, pero solo lo fue en 4 de los 10 primeros partidos. Se asentó como titular a partir de diciembre, ya que fue titular en 21 de los 22 partidos siguientes.
Anotó 12 puntos y cogió 5 rebotes contra los Ole Miss Rebels, el 14 de diciembre de 2011, y metió 17 puntos (7-10 en tiros de campo) contra los Robert Morris Colonials, el 17 de diciembre de 2011. Marcó 17 puntos en la derrota contra los Arkansas State Red Wolves, el 21 de enero de 2012, anotando 19 puntos y cogiendo 6 rebotes el 25 de enero de 2012, en la victoria contra los North Texas Mean Green. El 4 de febrero de 2012, metió 27 puntos (máxima de la temporada) contra los Troy Trojans. En este partido tuvo un 10-12 en tiros de campo, incluyendo un 6-7 en triples (85,7 %; mejor % de triples en un partido de la historia de la universidad).

#### Junior
En su tercer año, su año junior (2012-2013), jugó 29 partidos (27 como titular) con los Ragin' Cajuns, promediando 13,7 puntos (34 % en triples y 78,5 % en tiros libres), 3,6 rebotes y 1,4 asistencias en 32,8 min. Terminó como el 2º máximo triplista del equipo (49 triples). Fue el 11º máximo anotador de toda la Sun Belt Conference, acabando con el 2º mejor % de tiros de 2 (58,4 %), el 6º mejor % de tiros libres, el 10º mejor % de tiros de campo (46,6 %) y el 12º mejor % de triples. Recibió por parte de la universidad el premio a mejor atleta del equipo.
Salió como el escolta titular del equipo en los 7 primeros partidos de la temporada. Metió 10 o más puntos en 21 partidos (en total entre las 3 temporadas llevaba 35 partidos) y 20 puntos o más en 5 partidos (en total entre las 3 temporadas llevaba 7 partidos). Promedió 19,8 puntos en los 4 partidos que jugaron los Ragin' Cajuns en casa durante el mes de diciembre, incluyendo 3 partidos consecutivos con 20 o más puntos. Anotó 22 puntos (todos en la 2ª parte; incluyendo el triple ganador) en la victoria contra los Duquesne Dukes, el 22 de diciembre de 2012. Metió 26 puntos (máxima de la temporada) contra los Arkansas-Little Rock Trojans, el 29 de diciembre de 2012.
Metió 23 puntos (4 triples) contra los FIU Panthers, el 5 de enero de 2013. Se perdió 4 partidos por una lesión que se produjo en el pulgar contra los South Alabama Jaguars en la 2ª parte, el 10 de enero de 2013. Tras recuperarse de su lesión en el pulgar, marcó 18 puntos en 28 min contra los North Texas Mean Green, el 31 de enero de 2013. Metió 16 puntos (5-10 en tiros de campo, máximo anotador del equipo) en 25 min contra los Troy Trojans, el 2 de febrero de 2013. Anotó 24 puntos (4 triples, máximo anotador del partido) contra los ULM Warhawks, el 10 de febrero de 2013.
Durante el verano de 2013, los Ragin' Cajuns jugaron 4 partidos amistosos en España. Mbamalu promedió en esos partidos 8,3 puntos, 4,5 rebotes y 3,5 asistencias.

#### Senior
En su cuarto y último año, su año senior (2013-2014), jugó 23 partidos (21 como titular) con los Ragin' Cajuns, promediando 12,3 puntos (36,7 % en triples), 4,3 rebotes y 1,3 asistencias en 29 min. Fue el capitán del equipo junto con Elridge Moore y el actual jugador de los Orlando Magic, Elfrid Payton.
En esa temporada, los Ragin' Cajuns se proclamaron campeones del torneo de la Sun Belt Conference. Mbamalu fue elegido en el mejor quinteto del torneo de la Sun Belt Conference y nombrado MVP del torneo de la Sun Belt Conference.

#### Promedios
Disputó un total de 113 partidos (91 como titular) con los Louisiana-Lafayette Ragin' Cajuns entre las cuatro temporadas, promediando 9,5 puntos (34,3 % en triples y 71,7 % en tiros libres), 3,6 rebotes y 1 asistencia en 26,1 min de media.
Terminó su carrera universitaria como el 12º de toda la Sun Belt Conference en min disputados (2,949).

## Trayectoria profesional

### Sameji
Tras no ser elegido en el Draft de la NBA de 2014, vivió su primera experiencia como profesional en República Dominicana, firmando en 2015 por el Sameji de Santiago. Con el equipo dominicano fue subcampeón del Torneo de Baloncesto Superior de Santiago.

### CarrefourEl Bulevarde Ávila
El 27 de agosto de 2015, el Carrefour El Bulevar de Ávila de la LEB Plata, la tercera división del baloncesto español, anunció su fichaje para la temporada 2015-2016.
Con los verderones fue subcampeón de la Copa LEB Plata, tras perder en la final por 66-76 contra el Marín Ence PeixeGalego (Mbamalu anotó 7 puntos (0-2 de 2, 2-7 de 3 y 1-1 de TL), le pusieron 2 tapones, cometió 3 faltas y recibió otras 3 para -2 de valoración en 19,4 min).
Disputó 26 partidos de liga con el conjunto abulense, promediando 10,3 puntos (59,3 % en tiros de 2 y 34,4 % en triples), 3,5 rebotes, 1,3 asistencia y 1 robo de balón en 23,3 min de media. Tuvo el 9º mejor % de tiros de 2 de toda la LEB Plata.

### CB Agustinos E.Leclerc
El 4 de octubre de 2016 se hace oficial su fichaje por el CB Agustinos Eras, recién ascendido a LEB Plata.

### Club Deportivo Valdivia
El 1 de septiembre de 2017 el Club Deportivo Valdivia, de la Liga Nacional de Básquetbol de Chile, dio a conocer que sería el tercer refuerzo extranjero para la temporada 2017-2018.